# Baños (Ekwador)
Baños – miasto w środkowym Ekwadorze, w Prowincji Tungurahua. Stolica  kantonu Baños.

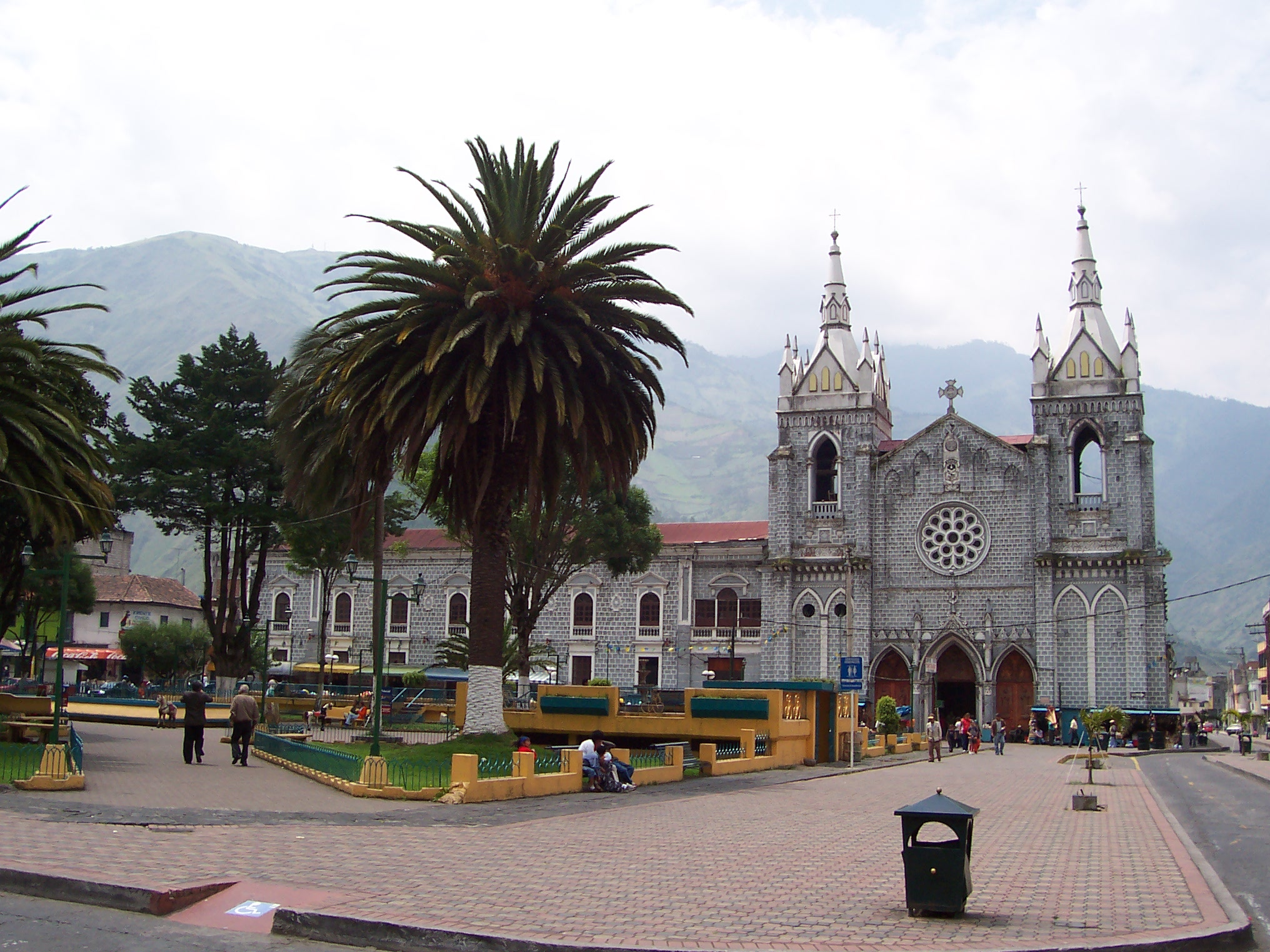
Bazylika w Baños

## Atrakcje turystyczne
- Eco Zoologico San Martín[1]
- Llanganates National Park[2]